# Violet Chachki
Violet Chachki, pseudonimo di Paul Jason Dardo (Atlanta, 13 giugno 1992), è un cantante, modello, drag queen e artista di burlesque statunitense con origini ecuadoriane. Noto per aver vinto nel 2015 la settima edizione del reality show RuPaul's Drag Race.

## Carriera
Dardo ha iniziato ad esibirsi come drag queen all'età di 19 anni. Il nome è ispirato all'omonimo personaggio nel film Bound - Torbido inganno, interpretato da Jennifer Tilly, mentre "Chachki" è una variante in lingua yiddish del tchotchke, ovvero un piccolo oggetto che può essere sia decorativo che funzionale.
Si è esibita per la prima volta a LeBuzz a Marietta, in Georgia. Per poter esibirsi nei vari spettacoli locali ha usato un falso documento d'identità, in quanto minorenne, con il quale è riuscita a vincere il titolo di "Miss New Faces at Friends" nel locale Ponce in Atlanta. Successivamente la drag queen Dax ExclamationPoint adottò Chachki come sua "drag daughter". Ha studiato al Savannah College of Art and Design nella facoltà di design e moda, ma ha abbandonato gli studi per concertarsi sulla sua carriera da drag queen, esibendosi come membro regolare del complesso The Other Show presso il bar Jungle di Atlanta, che le ha dato visibilità a livello locale e le ha permesso di esibirsi con la concorrente della quinta edizione di RuPaul's Drag Race, Alaska Thunderfuck 5000, Amanda Lepore e Lady Bunny.
Nel 2014, è apparsa sulla copertina del singolo Cosplay di Captain Murphy. Oltre ad apparire nella pubblicità del singolo trasmesso su Adult Swim.
Nel 2015, Chachki ha preso parte alla settima edizione di RuPaul's Drag Race, dopo essere stata scartata per l'edizione precedente. Durante lo show, Violet è ricordata per la sua eccellenza nelle sfide legate alla moda e al design e per la sua attenzione all'estetica e al suo comportamento confidente. Il 1º giugno 2015, è stata proclamata vincitrice della competizione ricevendo un premio in denaro di 100000 $.
Il 2 giugno 2015, pubblica il loro primo singolo di debutto Bettie, che è stato incluso nell'EP Gagged pubblicato il successivo 30 giugno 2020.
Le esibizioni di Chachki sono note per i suoi numeri di burlesque e per le sue esibizioni aeree, tra cui l'utilizzo del telo acrobatico e dell'anello aereo.
Nel gennaio 2017, si è unitio allo spettacolo neo-burlesque The Art of Tesse diretto dall'artista tedesca Dita von Tesse. Nello stesso anno, è divenuta la prima drag queen a comparire in una campagna pubblicitaria per intimo femminile, per Bettie Page Lingerie.
Nel gennaio 2018, ha sfilato per il marchio Moschino nella collezione autunno 2018 durante la Settimana della moda di Milano.
Nel maggio 2019, ha partecipato al Met Gala, dove han indossato un abito Moschino modificato dallo stilista Jeremy Scott, in modo d'apparire come un lungo guanto in onore del tema della serata Camp: Notes on Fashion.

## Vita privata
Dardo si identifica come genderqueer e non si preoccupa di essere chiamata "Violet" quando non è in drag.

## Discografia

### EP
- 2015 - Gagged

### Singoli
- 2015 - Bettie
- 2015 - Vanguard
- 2018 - A Lot More Me

#### Come artista ospite
- 2015 - Drop That Pimp (con RuPaul e Miles Davis Moody)
- 2015 - I Run the Runway (con Miss Fame)
- 2015 - The Night Before Christmas
- 2019 - Rim (Brooke Candy e Aquaria)